# Love Is a Stranger
"Love Is a Stranger" es el quinto sencillo del dúo británico Eurythmics, publicado originalmente a finales de 1982, año en el que no tuvo éxito comercial. Sin embargo fue relanzado en 1983 y se convirtió en un éxito, logrando ingresar en el Top 10 de las listas británicas de éxitos. El sencillo fue lanzado nuevamente en 1991 para promocionar el álbum recopilatorio Greatest Hits.

## Lista de canciones

### 7"
- A: "Love Is a Stranger" (Versión LP) – 3:43
- B: "Monkey Monkey" (Versión No-LP) – 5:20

### 12"
- A1: "Love Is a Stranger" (Versión LP) – 3:43
- B1: "Monkey Monkey" (Versión No-LP) – 5:20
- B2: "Let's Just Close Our Eyes" (Versión No-LP) – 4:19